# Final Fantasy XIII
Final Fantasy XIII (ファイナルファンタジーXIII Fainaru Fantajī Sātīn?) är ett rollspel skapat av Square Enix. Spelet är den trettonde delen i Final Fantasy-sagan och även den första delen i den nya serien Fabula Nova Crystallis Final Fantasy XIII. Spelet var först utannonserat som en exklusivitet till Playstation 3 men utannonserades sedan även till Xbox 360 på E3 2009, vilket blir det tredje spelet till Xbox 360 efter Final Fantasy XI Online och expansionen Final Fantasy XI: Wings of the Goddess.
Den 9 oktober 2014 utökades antalet plattformar, då spelet gavs ut på Microsoft Windows.

## Gameplay

### Stridssystem
Fiender är integrerade i miljön där handlingen sker, övergången till strid sker då spelaren får kontakt med fienden. Vid kontakt med en fiende transporteras spelarna till en stridsmiljö. Active Time Battle (ATB) används, men fungerar annorlunda än i tidigare versioner. Spelaren kan placera kommandon för att skapa en kedjeattack som utförs för att uppnå bonusattacker. Kommandon kan väljas efter eget tycke, eller överlåtas till spelets förprogrammerade kedjeattacker som är anpassade beroende på situation och motståndarens egenskaper. I strid kan spelaren endast kontrollera en figur i taget, vilket är den innan striden utvalda ledaren av gruppen som totalt består av tre medlemmar.
Antalet kommandon spelaren kan placera i en gemensam kedjeattack beror på antalet kommandospalter figuren kan hantera. Inledningsvis har var och en endast en kommandospalt, detta antal ökar i samband med spelets handling och figurernas utveckling. Exempel på kommandon som kan användas i strid är Attack, Fire, Blizzard och Cure, det finns dessutom icke-elementära kommandon som Ruin och Ruinaga.

### Roller och paradigmer
Inför strider kan spelaren använda sig av ett rollsystem för att hantera de tillgängliga rollerna för figurerna. Dessa roller hanterar olika förmågor och begränsar vilka ageranden karaktärerna kan göra. De olika rollerna spelaren kan välja mellan är Commando, Ravager, Sentinel, Synergist, Saboteur och Medic.

### Crystarium
Utvecklingssystemet för figurerna kallas Crystarium system. Efter varje vunnen strid erhålls till skillnad från Experience points (EXP) istället Crystogen Points (CP), vilka kan förbrukas för att låsa upp nya förmågor och attribut, så som HP, Strength och Magic. Varje figur har ett eget Crystarium och inom detta finns olika sektioner som motsvarar de roller figuren har tillgänglig.

### Summons
De varelser som tidigare setts som summons kallas i detta spel Eidolons. Varje figur har förmågan att tillkalla sin tilldelade Eidolon, detta görs med kraften från sin kristall som spirar i karaktärens l'Cie-märke.

## Handling
För 500 år sedan uppstod ett krig mellan Cocoon och Pulse som slutade med att den apokalyptiske varelsen Ragnarok misslyckades med att förstöra Cocoon. Sedan dess har det varit lugnt, men folket i Cocoon är rädda för Pulse och ser det som ett helvete. 500 år senare dyker en Pulse Fal'cie vid namn Anima upp i Cocoon och Sanctum bestämmer sig för att bli av med det och folket som befann sig i närheten av den genast. Då uppstår the Purge, en omedelbar immigration till Pulse. Under the Purge strider spelets huvudperson Lightning mot soldaterna för att kunna nå Anima, där hennes syster Serah hålls fången. Samtidigt strider en grupp vid namn Team NORA, vars ledare Snow är ute efter samma sak. När Lightning och Snow, tillsammans med Sazh, Vanille och Hope, når Anima slutar det illa. De blir valda som Pulse l'Cie av Anima och därmed fiender till Cocoon.

## Rollfigurer

### Spelbara figurer
- Lightning (Claire Farron): Spelets huvudperson. Hon bestämde sig för att delta i the Purge för att kunna rädda sin syster Serah, som hölls fången av Anima. Det dåliga är att Serah var en Pulse l'Cie från början. När Lightning hitter henne inuti Anima förvandlas Serah direkt till kristall bara för att hon har gjort färdigt sitt Focus, ett så kallat uppdrag som l'Cie får. Hon ogillar Snow väldigt mycket bara för att han inte kunde skydda Serah. Hennes eidolon är Odin.

- Snow Villiers: Ledare för Team NORA och trolovade till Serah. Han påstår att han är en bra hjälte och gör allt vad han kan för att skydda någon. Innan Serah förvandlades till kristall bad hon Lightning och Snow att skydda Cocoon som Snow tog ständigt till att det var deras Focus: Att skydda Cocoon. Hans eidolon är Shiva.

- Sazh Katzroy: En spelbar figur som deltog i the Purge tillsammans med Lightning. Han har en liten chocobo som bor inne i hans afro. Han letar efter sin son Dajh som på ett mystiskt sätt blev en Cocoon l'Cie. Hans eidolon är Brynhildr.

- Oerba Dia Vanille: Vanille är en mystisk flicka som deltog i the Purge där hon blev räddad av Team NORA. Senare i spelet visade sig att hon var från Pulse och att hon är en av dem som var utvalda för att förvandla sig till Ragnarok så att de kunde förstöra Cocoon. Hon letar ständigt efter sin vän Fang. Hennes eidolon är Hecatonchier.

- Hope Estheim: En ung pojke som råkade delta i the Purge tillsammans med sin mamma när de var på semester. När de blev räddad av team NORA deltog hans mamma i Team NORA för att slåss mot Sanctum, men under strid dör hon. Hope vill hämnas på Snow för att han kunde inte skydda henne. I början av spelet är han rädd för Pulse och att vara en Pulse l'Cie, men ändrar sig senare i spelet. Hans eidolon är Alexander.

- Oerba Yun Fang: Fang är barndomsvän till Vanille och är liksom hon från Pulse. Hon är en av dem som var utvalda för att förvandla sig till Ragnarok och förstöra Cocoon. Hon söker ständigt efter Vanille efter att de skiljdes åt när de blev jagade av Sanctum. Hon deltog senare med Cavalry som hjälper henne att hitta Vanille. Hennes eidolon är Bahamut.

### Icke-spelbara figurer
- Serah Farron: Serah är Lightnings syster och Snows trolovade. Hon har varit Pulse l'Cie sedan början av spelet. Hon fördes bort av Anima när Snow och Serah försökte fly från Sanctum. Senare hittar Lightning och de andra henne djupt inne hos Anima. Där ber hon dem att rädda Cocoon innan hon förvandlas till kristall.

- Dajh Katzroy: Dajh är Sazhs son som på mystisk väg blev en Cocoon l'Cie. Han älskar chocobon.

- Jihl Nabaat: Jihl är en lejtnat inom Sanctum och är en av spelets huvudskurkar.

- Yaag Rosch: Yaag är lejtnat inom Sanctum och är en av spelets huvudskurkar.

- Cid Raines: Cid är ledaren inom Cavalry och hjälper Fang att hitta Vanille. Han visar sig senare vara en Cocoon l'Cie.

- Galenth Dysley: Dysley är ledaren inom Sanctum och är spelets huvudskurk. Han är i hemlighet Cocoon Fal'cie Barthandelus.

- Nora Estheim: Hopes mamma som dör tidigt i spelet när hon deltar i att hjälpa Team NORA att slåss mot Sanctum under the Purge.

- Bartholomew Estheim: Hopes pappa som jobbar inom Sanctum. Han väljer att skydda sin son och de andra fast de är Pulse l'Cie.

### Engelska röstskådespelare
- Ali Hillis - Lightning (Claire Farron)
- Troy Baker - Snow Villiers
- Reno Wilson - Sazh Katzroy
- Georgia Van Cuylenburg - Oerba Dia Vanille
- Vincent Martella - Hope Estheim
- Rachel Robinson - Oerba Yun Fang
- Laura Bailey - Serah Farron
- Connor Villard - Dajh Katzroy
- Paula Tiso - Jihl Nabaat
- Jon Curry - Yaag Rosch
- S. Scott Bullock - Galenth Dysley / Barthandelus
- Mary Elizabeth McGlynn - Nora Estheim
- André Sogliuzzo - Bartholomew Estheim
- Daniel Samonas - Maqui
- Anndi McAfee - Lebreau
- Josh Robert Thompson - Rygdea
- Erik Davies - Cid Raines
- Jeff Fischer - Yuj
- Zach Hanks - Gadot / Cavalry soldier / Radio Soldier / Male Civilians
- Julia Fletcher - Orphan - Shell
- Michael Sinterniklaas - Orphan - True Form

Cocoons invånare
- Cam Clarke
- Dwight Schultz
- Gideon Emery
- Fred Tatasciore
- J. B. Blanc
- John DiMaggio
- Liam O'Brien
- Nolan North
- Daran Norris
- Michael Gough
- Wally Wingert
- Robin Atkin Downes
- Roger Craig Smith
- Kari Wahlgren
- Nika Futterman
- Eden Riegel

## Utveckling
Utvecklingen av Final Fantasy XIII påbörjades 2004, då Square Enix hade tänkt att spelet skulle släppas endast till Playstation 2, innan ett demo till Playstation 3 testades på E3 i maj 2005, vilket ledde till att företaget senare bestämde sig för att flytta hela utvecklingen av spelet till Playstation 3.
På E3 2009 kom nyheten att spelet inte skulle släppas endast till Playstation 3 utan även till Xbox 360. I samband med Tokyo Game Show 2014 tillkännagavs även en Microsoft Windows-version.